# Hincovce
Hincovce este o comună slovacă, aflată în districtul Spišská Nová Ves din regiunea Košice. Localitatea se află la altitudinea de 435 m deasupra n.m., se întinde pe o suprafață de 6,49 km2 și în 2017 număra 232 de locuitori.

## Istoric
Localitatea Hincovce este atestată documentar din 1320.

## Demografie
| An:                | 1994 | 2004   | 2014   | 2024    |
| ------------------ | ---- | ------ | ------ | ------- |
| Număr de persoane: | 207  | 207    | 223    | 266     |
| Diferență:         |      | +1,42% | +7,72% | +19,28% |

| An:                | 2023 | 2024   |
| ------------------ | ---- | ------ |
| Număr de persoane: | 267  | 266    |
| Diferență:         |      | −0,37% |